# Mollia elongata
Mollia elongata är en mossdjursart som beskrevs av Ferdinand Canu och Ray Smith Bassler 1928. Mollia elongata ingår i släktet Mollia och familjen Microporidae. Inga underarter finns listade i Catalogue of Life.